# 佐敷城 (琉球国)
佐敷城（さしきぐすく）は沖縄本島南部のグスク。国の史跡に指定されている。

## 立地
沖縄県南城市佐敷に位置し、三方を急峻な斜面で囲まれ後方は丘陵となっている。周辺には、県史跡の佐敷ようどれなど尚巴志に関する文化財が散在する。

## 歴史
第一尚氏の尚思紹・尚巴志の居城だが、石垣には囲まれておらず、居館的な性格が強かった。付近に馬天港や与那原港があり、尚巴志は与那原港に出入りする異国船から鉄を購って製造した農具を配布する事で民心を得て、三山統一に成功した。1938年には第一尚氏の王統を祀り、王統の守護神である「つきしろ」にちなんで命名された月代宮が建立された。また、跡地には展望台・屋外舞台が設けられている。

## 遺構
1979年に佐敷町教育委員会によって発掘調査が実施され、3段の平場で多数の柱穴が見つかった。遺物は平場の縁辺部に多く、中国製の青磁碗が一括して出土している。そのほか鉄・青銅製品、皇宋通宝、荊寧元宝などの銭や、玉類、炭化した米、麦、牛骨なども出土した。